# Station Hoxton
Hoxton is een spoorwegstation van London Overground in de wijk Hoxton in Londen. Het station is gebouwd op het historische Kingsland Viaduct aan de East London Line.

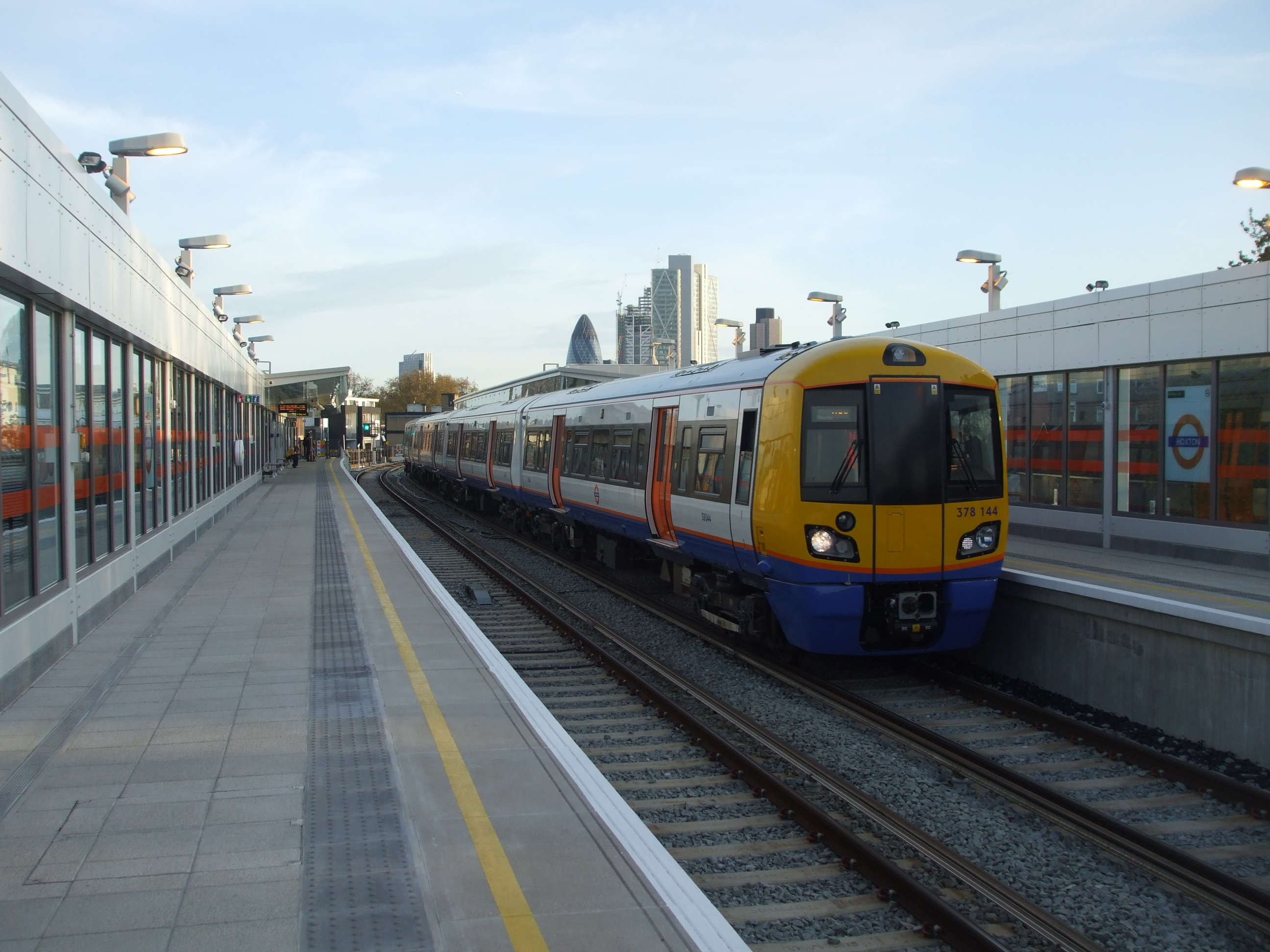
Een Class 378 trein van London Overground op station Hoxton.

Het station werd geopend op 27 april 2010  met diensten naar Dalston Junction en New Cross of New Cross Gate. Op 23 mei 2010 werd de dienst uitgebreid tot aan West Croydon of Crystal Palace. 